# Miguel Ángel Tallarita
Miguel Ángel Tallarita (n. Buenos Aires, Argentina, 14 de septiembre de 1969) es un músico y trompetista de jazz y rock argentino. 
Tallarita egresó del Conservatorio Municipal Manuel de Falla, donde actualmente es profesor, como también en la Escuela de Música Popular del Sindicato Argentino de Músicos. Su padre es también un trompetista de jazz y su madre una vestuarista.
Ha participado en grandes producciones discográficas de artistas de gran reconocimiento, como Los Pericos, Ricardo Montaner, Carlos Baute, Palito Ortega, 2 minutos, Salta La Banca, Chayanne, entre otros. También es el actual trompetista de la banda que acompaña al Indio Solari, Los fundamentalistas del aire acondicionado desde 2009.

## Colaboraciones
Ha participado en múltiples grabaciones de estudio y presentaciones en directo, entre las que se encuentran: 
- Distorsión de GIT (1992)
- Igual que ayer de Enanitos Verdes (1992)
- Big Yuyo de Los Pericos (1992)
- Manos vacías de Caballeros de la Quema (1993)
- Café Madrid de La Mississippi (1993)
- Yerba Buena de Los Pericos (1996)
- Adrenalina de Santa (1997)
- Mystic Love de Los Pericos (1998)
- 7 de Los Pericos (2005)
- Vivo de Chayanne (2008)
- La vaca atada de La Portuaria (2008)
- Fuerza natural de Gustavo Cerati (2009)
- Una temporada en el amor de Estelares (2009)
- El perfume de la tempestad de Indio Solari (2010)
- Festejos del día después de Algo Raro Pasa (2010)
- Pajaritos, bravos muchachitos de Indio Solari (2013)
- Marginal y Popular de Las Manos de Filippi (2014)
- Sin Saber de La Nave de Cartón (2017)

## Como solista
- Con todo junto a su grupo "La Con Todo Jazz Band" (2014)

## En televisión
- Videomatch
- Peligro: Sin codificar

## Banda sonora
- Hasta donde llegan tus ojos (1995)
- Assassination Tango (2002)
- Un día en el paraíso (2003)